# Rajd Karkonoski 2001
Rajd Karkonoski 2001 – 21. edycja Rajdu Karkonoskiego. Był to rajd samochodowy rozgrywany od 28 do 29 września 2001 roku. Była to siódma runda Rajdowych Samochodowych Mistrzostw Polski w roku 2001 oraz czterdziesta druga runda Rajdowych Mistrzostw Europy w roku 2001 (o najniższym współczynniku - 2). Rajd składał się z czternastu odcinków specjalnych (jeden odcinki anulowano).

## Wyniki końcowe rajdu[1]
| Miejsce | Kierowca             | Pilot              | Samochód                 | Czas      | Strata   | Grupa Klasa |
| ------- | -------------------- | ------------------ | ------------------------ | --------- | -------- | ----------- |
| 1       | Tomasz Kuchar        | Maciej Szczepaniak | Toyota Corolla WRC       | 2:01:39.4 | –        | A8          |
| 2       | Krzysztof Hołowczyc  | Jean-Marc Fortin   | Peugeot 206 WRC          | 2:02:45.8 | +1:06.4  | A8          |
| 3       | Janusz Kulig         | Jarosław Baran     | Ford Focus WRC RS '00    | 2:03:13.9 | +1:34.5  | A8          |
| 4       | Sebastian Frycz      | Maciej Wodniak     | Mitsubishi Lancer Evo V  | 2:07:16.3 | +5:36.9  | N4          |
| 5       | Paweł Dytko          | Tomasz Dytko       | Mitsubishi Lancer Evo VI | 2:07:41.8 | +6:02.4  | N4          |
| 6       | Abdullah Bakhashab   | Bobby Willis       | Toyota Corolla WRC       | 2:08:17.4 | +6:38.0  | A8          |
| 7       | Michał Bębenek       | Grzegorz Bębenek   | Mitsubishi Lancer Evo VI | 2:09:06.8 | +7:27.4  | A8          |
| 8       | Tomasz Czopik        | Łukasz Wroński     | Mitsubishi Lancer Evo VI | 2:09:43.0 | +8:03.6  | N4          |
| 9       | Zbigniew Gabryś      | Robert Hundla      | Mitsubishi Lancer Evo V  | 2:11:19.3 | +9:39.9  | N4          |
| 10      | Bartłomiej Baniowski | Piotr Wieczorek    | Subaru Impreza WRX       | 2:13:42.4 | +12:03.0 | N4          |
| 11      | Magdalena Cieślik    | Magdalena Lukas    | Mitsubishi Lancer Evo VI | 2:15:39.8 | +14:00.4 | N4          |

1. ↑  Nieliczony w klasyfikacji RSMP